# Ferrières-les-Verreries
Ferrières-les-Verreries é uma comuna francesa na região administrativa de Occitânia, no departamento de Hérault. Estende-se por uma área de 17,42 km². Em 2010 a comuna tinha 50 habitantes (densidade: 2,9 hab./km²).